# Bezirk Ozolnieki
Der Bezirk Ozolnieki (Ozolnieku novads) war ein Bezirk in Lettland, der von 2003 bis 2021 existierte. Bei der Verwaltungsreform 2021 wurde der Bezirk aufgelöst, seine Gemeinden gehören seitdem zum Bezirk Jelgava.

## Geographie
Der Bezirk lag im Zentrum des Landes, südlich der Bucht von Riga.

## Bevölkerung
Der Bezirk entstand 2003 durch die Vereinigung Ozolniekis mit der Gemeinde Cena. 2009 kam noch Sidrabene hinzu und der Bezirk hatte in diesem Jahr 10.237 Einwohner.

## Nachweise
1. ↑  Vides aizsardzības un reģionālās attīstības ministrija (Ministerium für Naturschutz und Regionalentwicklung), Karten und Auflistung der Verwaltungseinheiten, abgerufen am 18. Juli 2021